# Garrafão do Norte
Garrafão do Norte est une municipalité brésilienne située dans l'État du Pará.
La population était de 25 538 habitants en 2009.